# Masikia
Masikia Millidge, 1984 è un genere di ragni appartenente alla famiglia Linyphiidae.

## Distribuzione
Le due specie oggi attribuite a questo genere sono state rinvenute nella regione olartica: la specie dall'areale più ampio è M. indistincta, rinvenuta in Russia, Alaska e Canada.

## Tassonomia
A dicembre 2011, si compone di due specie:
- Masikia indistincta (Kulczyński, 1908) — Russia, Alaska, Canada
- Masikia relicta (Chamberlin, 1948) — USA

### Sinonimi
- Masikia atra Millidge, 1984; questi esemplari a seguito di un lavoro di Eskov del 1985, sono stati riconosciuti sinonimi di M. indistincta (Kulczyński, 1908)[1].
- Masikia caliginosa Millidge, 1984; questi esemplari a seguito di un lavoro di Eskov del 1985, sono stati riconosciuti sinonimi di Masikia indistincta (Kulczynski, 1908)[1].
- Masikia solitaria (Dahl, 1928); questi esemplari, trasferiti qui dal genere Macrargus Dahl, 1886, a seguito di un lavoro degli aracnologi Eskov e Marusik del 1994, sono stati riconosciuti sinonimi di Masikia indistincta (Kulczynski, 1908)[1].